# Codice di condotta europeo sul partenariato
Il Codice europeo di condotta sul partenariato (CCEP) è un atto delegato che stabilisce le norme comuni per garantire che gli stati membri applichino correttamente i principi della cooperazione nell'organizzazione del partenariato nell'ambito dei fondi strutturali e d'investimento europei (Fondi SIE).

## Scopo del CCEP
Il Codice europeo di condotta sul partenariato è una delle novità salienti nonché uno degli elementi chiave della politica di coesione 2014/2020, perché regolamenta uno dei principi che è parte integrante della politica dei Fondi SIE, il partenariato, il quale implica una stretta collaborazione tra le autorità pubbliche a livello nazionale, regionale e locale, il settore privato, il partenariato economico e sociale in generale.

Nelle precedenti programmazioni l'attuazione del principio di partenariato è avvenuta in modo assai diverso da uno Stato membro all'altro. Per sopperire a questa situazione di non omogeneità la Commissione europea ha fissato degli obiettivi e criteri comuni con il codice europeo di condotta sul principio del partenariato, definendo norme comuni destinate a migliorare la consultazione, la partecipazione e il dialogo con i partner (autorità regionali, locali, cittadine e altre autorità pubbliche, sindacati, datori di lavoro, organizzazioni non governative e organismi di promozione dell'inclusione sociale, della parità di genere e della non discriminazione) nelle fasi di pianificazione, attuazione, sorveglianza e valutazione dei progetti finanziati dai Fondi strutturali e d'investimento europei (Fondi ESI).

Per il periodo 2014/2020 con l'art. 5 del Regolamento (UE) N. 1303/2013 è rafforzato fortemente il requisito di "Partenariato e governance a più livelli" ed è conferito alla Commissione europea il potere di adottare un atto delegato per stabilire un codice di europeo di condotta sul partenariato.

## Cosa garantisce il CCEP
Il CCEP sostiene l'applicazione efficace del principio di partenariato e la governance a più livelli. Esso definisce gli obiettivi, i principi e le migliori pratiche.

Nello specifico esso impone agli Stati membri di
- garantire la trasparenza nella selezione dei partner (autorità regionali, locali e altre autorità pubbliche, parti economiche e sociali e organismi che rappresentano la società civile) che sono nominati membri a pieno titolo dei comitati di sorveglianza dei programmi
- fornire ai partner informazioni adeguate e tempi sufficienti come condizione indispensabile per garantire un corretto processo di consultazione;
- garantire la partecipazione di tutti i partner in tutte le fasi del processo, a partire dalla preparazione e per l'intera l'attuazione, comprese la sorveglianza e la valutazione, di tutti i programmi;
- sostenere il rafforzamento delle capacità dei partner al fine di migliorarne le competenze e le abilità in vista della loro partecipazione attiva al processo;
- rafforzare la capacità istituzionale dei partner attraverso un meccanismo di cooperazione denominato comunità europea di prassi sul partenariato diffondendo adeguatamente gli esempi di buone prassi nell'organizzazione del partenariato.

## Quando è entrato in vigore il CCEP
Il Codice europeo di condotta sul partenariato è stato pubblicato sulla https://eur-lex.europa.eu/legal-tent/IT/TXT/PDF/?uri=OJ:L:2014:074:FULL&from=IT

Prima di raggiungere la stesura definitiva si sono svolte delle consultazioni in conformità al paragrafo 4 dell'intesa comune sugli atti delegati tra il Parlamento europeo, il Consiglio e la Commissione europea.

Nello specifico si sono svolte:
- il 25 gennaio e il 21 giugno 2013, due riunioni (debitamente notificate al Parlamento europeo) a cui hanno partecipato gli esperti di tutti gli Stati membri. «Le riunioni hanno consentito di presentare integralmente il progetto di disposizioni della Commissione e di effettuare uno scambio approfondito di opinioni su tutti gli aspetti del progetto. Questo esercizio è consistito nel chiarire l'impostazione della Commissione, ascoltare i pareri degli esperti e di conseguenza perfezionare ulteriormente il testo».[fonte C(2013) 9651 final Bruxelles, 7.1.2014]
- il 5 febbraio e il 19 settembre 2013, due riunioni di dialogo strutturato organizzate dalla Commissione europea «durante le quali il progetto di disposizioni è stato ampiamente discusso con i rappresentanti delle parti economiche e sociali europee, delle organizzazioni non governative (ad esempio responsabili delle questioni ambientali e sociali, delle tematiche relative ai Rom, o delle questioni di genere) e delle associazioni e delle reti che rappresentano le autorità locali e regionali»[fonte C(2013) 9651 final Bruxelles, 7.1.2014]

Poi la Commissione europea ha redatto il Regolamento delegato (UE) N. 240/2014 recante un codice europeo di condotta sul partenariato nell'ambito dei fondi strutturali e d'investimento europei, adempiendo quanto sancito nell'art.5 del Regolamento (UE) N. 1303/2013

## Corrispettivo del CCEP in alcune lingue UE
- EN: «European code of conduct on partnership (eccp)»
- FR: «Code de conduite européen en matière de partenariat (CCP)»
- DE: «Europäischen Verhaltenskodex für Partnerschaften»
- ES: «Código de Conducta Europeo sobre las asociaciones»
- PT: «Código de conduta europeu sobre parcerias»